# Liste des seigneurs de Pamiers
Vers 1105, Roger II de Foix fonde la ville de Pamiers, il fut le premier seigneur de Pamiers qui rattache au comte de Foix, voici la liste:

## Maison de Foix
| Portrait | Nom               | Début du règne | Fin du règne | Notes                                                             |
| -------- | ----------------- | -------------- | ------------ | ----------------------------------------------------------------- |
|          | Roger Ier         | v. 1105        | 1124         | Fondateur de la ville de Pamiers, fils de Pierre Bernard de Foix. |
|          | Roger II          | 1124           | 1148         | Fils du précédent.                                                |
|          | Roger-Bernard Ier | 1148           | 1188         | Fils du précédent.                                                |
|          | Raymond-Roger     | 1188           | 1223         | Fils du précédent.                                                |
|          | Roger-Bernard II  | 1223           | 1241         | Fils du précédent.                                                |
|          | Roger III         | 1241           | 1265         | Fils du précédent.                                                |
|          | Roger-Bernard III | 1265           | 1302         | Fils du précédent.                                                |

## Maison de Foix-Béarn
| Portrait | Nom        | Début du règne | Fin du règne | Notes              |
| -------- | ---------- | -------------- | ------------ | ------------------ |
|          | Gaston Ier | 1302           | 1315         | Fils du précédent. |
|          | Gaston II  | 1315           | 1343         | Fils du précédent. |
|          | Gaston III | 1343           | 1391         | Fils du précédent. |

## Maison de Foix-Castelbon et de Grailly
| Portrait | Nom       | Début du règne | Fin du règne | Notes                                                          |
| -------- | --------- | -------------- | ------------ | -------------------------------------------------------------- |
|          | Mathieu   | 1391           | 1398         | Neveu du précédent, fils de Roger-Bernard IV de Foix-Castelbon |
|          | Isabelle  | 1398           | 1412         | Sœur du précédent.                                             |
|          | Jean Ier  | 1412           | 1436         | Fils du précédent.                                             |
|          | Gaston IV | 1436           | 1472         | Fils du précédent.                                             |
|          | François  | 1472           | 1483         | Petit-fils du précédent.                                       |
|          | Catherine | 1483           | 1517         | Sœur du précédent.                                             |

Des années après le comté de Foix rattache au royaume de France par le dernier comte Henri.